# Kiril Voprosov
Kiril Ígorevich Voprosov –en ruso, Кирилл Игоревич Вопросов– (27 de marzo de 1986) es un deportista ruso que compite en judo.
Ganó una medalla de bronce en el Campeonato Mundial de Judo de 2014 y dos medallas en el Campeonato Europeo de Judo, plata en 2014 y bronce en 2013. En los Juegos Europeos de Bakú 2015 consiguió una medalla de bronce en la prueba por equipo.

## Palmarés internacional
| Campeonato Mundial | Campeonato Mundial    | Campeonato Mundial | Campeonato Mundial |
| Año                | Lugar                 | Medalla            | Categoría          |
| ------------------ | --------------------- | ------------------ | ------------------ |
| 2014               | Cheliábinsk (Rusia)   | Medalla de bronce  | –90 kg             |
| Juegos Europeos    |                       |                    |                    |
| Año                | Lugar                 | Medalla            | Categoría          |
| 2015               | Bakú (Azerbaiyán)     | Medalla de bronce  | Equipo             |
| Campeonato Europeo |                       |                    |                    |
| Año                | Lugar                 | Medalla            | Categoría          |
| 2013               | Budapest (Hungría)    | Medalla de bronce  | –90 kg             |
| 2014               | Montpellier (Francia) | Medalla de plata   | –90 kg             |